# Chronologie du sport
Cette page propose un accès chronologique aux événements sportifs depuis l'Antiquité jusqu'à l'époque actuelle.

## Mésopotamie antique: le sport est né à Sumer...
- Égypte antique : sports de combat, sports nautiques et athlétisme au programme.
- Antiquité grecque : les Jeux olympiques, Isthmiques, Néméens...
- Antiquité romaine : des racines étrusques à l'interdit chrétien.
- Haut Moyen Âge (Ve – XIIe siècles) : du drame de Nika à l'âge des tournois.
- XIIIe siècle en sport : les dernières courses de chars à Byzance.
- XIVe siècle en sport : mort du roi de France Charles VI lors d'une joute équestre.
- XVe siècle en sport : les derniers tournois.
- XVIe siècle en sport : François Ier officialise le professionnalisme sportif.
- XVIIe siècle en sport : Jeu de paume ; « Les Français naissent une raquette à la main ».
- XVIIIe siècle en sport : l'entrée devient payante pour assister aux matches de cricket.
- années 1790 en sport : première utilisation du système métrique en athlétisme.
- années 1800 en sport : première édition de la course hippique anglaise de l’Ascot Gold Cup.
- années 1810 en sport, Japon : le sumotori Raiden Tameimon met un terme à sa brillante carrière.
- années 1820 en sport : première édition de la course anglaise d'aviron des universités d'Oxford et de Cambridge.
- années 1830 en sport : fermeture à Paris de la dernière salle de jeu de paume.
- années 1840 en sport : premier match de baseball aux États-Unis.

## Seconde moitié duXIXesiècle

### Années 1850
- 1850 en sport : premier meeting d’athlétisme moderne à Oxford.
- 1851 en sport : le voilier America remporte la traversée de l'Atlantique.
- 1852 en sport (omnisport) : fondation de l'École des sports à Joinville-le-Pont.
- 1853 en sport (athlétisme) : premières courses à pied dotées de prix en espèces en France.
- 1854 en sport : le Royal Golf Club de Saint Andrews (Écosse) édite les règles du golf.
- 1855 en sport (cricket) : le Sussex County Cricket Club est sacré champion de cricket en Angleterre.
- 1856 en sport (golf) : premier parcours en France et sur le continent européen à Pau.
- 1857 en sport (hippisme) : inauguration de l'hippodrome de Longchamp à Paris.
- 1858 en sport (baseball) : premières entrées payantes pour un match de baseball aux États-Unis.
- 1859 en sport (omnisport) : Jeux olympiques dit de Zappas à Athènes.

### Années 1860
- 1860 en sport (golf) : première édition du British Open.
- 1861 en sport (cyclisme) : invention par les frères Michaux de la pédale ; la bicyclette moderne est née.
- 1862 en sport : première compétition de saut à ski organisée en Norvège.
- 1863 en sport : fondation de la Football Association à Londres.
- 1864 en sport : premier cas connu de professionnalisme en baseball aux États-Unis.
- 1865 en sport : premier cas de matches truqués en baseball américain.
- 1866 en sport (hippisme) : premier concours de saut d'obstacles à Paris.
- 1867 en sport : première compétition de football en Angleterre : la Youdan Cup.
- 1868 en sport : première course cycliste de l’histoire à Paris.
- 1869 en sport (baseball) : la National Association of Base Ball Players officialise le professionnalisme.

### Années 1870
- 1870 en sport : innovation dans l'athlétisme avec la mise au point du « départ kangourou ».
- 1871 en sport : fondation en Angleterre de la Rugby Football Union ; premier match international de rugby (par équipes de vingt joueurs), l'Écosse recevant et battant l'Angleterre.
- 1872 en sport : première finale de la FA Challenge Cup de football.
- 1873 en sport : fondation de la Fédération d'Écosse de football.
- 1874 en sport (alpinisme) : fondation du Club alpin français.
- 1875 en sport (gymnastique) : plus de 250 clubs en France.
- 1876 en sport : rédaction des premiers règlements de football américain.
- 1877 en sport (tennis) : première édition du Tournoi de Wimbledon.
- 1878 en sport : premier match de football disputé en nocturne en Angleterre.
- 1879 en sport (cyclisme) : inauguration du vélodrome de la Place du Carrousel à Paris.

### Années 1880
- 1880 en sport : premier match de baseball disputé en nocturne aux États-Unis.
- 1881 en sport (cyclisme) : fondation de l'Union vélocipédique de France.
- 1882 en sport (cricket) : test match des « Ashes » de l'équipe d'Australie en Angleterre.
- 1883 en sport : fondation à Paris du club omnisports du Stade français.
- 1884 en sport (boxe) : l'Irlandais Jack (Nonpareil) Dempsey devient le premier champion du monde.
- 1885 en sport (football) : la Football Association autorise le professionnalisme.
- 1886 en sport (golf) : inauguration à Yonkers (NY) du premier parcours sur le continent américain.
- 1887 en sport : première course automobile de l’histoire entre Neuilly et Versailles.
- 1888 en sport (football) : contre toute attente, West Bromwich Albion remporte la FA Cup.
- 1889 en sport (football) : « invincible », le club de Preston signe le doublé coupe-championnat en Angleterre.

### Années 1890
- 1890 en sport : publication de « À ski à travers le Groenland » du Norvégien Fridtjof Nansen.
- 1891 en sport (tennis) : première édition du championnat de France international de Tennis.
- 1891 en sport (voile) : création de la Coupe de France du Yacht Club de France.
- 1892 en sport (cyclisme) : première édition de la classique Liège-Bastogne-Liège. Le Racing club de France remporte le premier Bouclier de Brennus de la Ligue nationale de Rugby
- 1893 en sport : premier tournoi d'escrime moderne à Paris.
- 1894 en sport : tenue à la Sorbonne du « Congrès pour le rétablissement des Jeux olympiques ».
- 1895 en sport (hockey sur glace) : Victorias de Montréal remporte la Coupe Stanley.
- 1896 en sport (omnisport) : rénovation des Jeux olympiques à Athènes après quinze siècles d'interruption.
- 1897 en sport (football) : Jules Rimet fonde à Paris le club du Red Star.
- 1898 en sport : Gènes premier champion d'Italie de football.
- 1899 en sport : premier Tour de France automobile sur 2 500 km.

## XXesiècle

### Années 1900
- 1900 en sport : premières femmes autorisées à participer aux Jeux olympiques à Paris (dans trois disciplines : voile, tennis sur gazon et golf) ; la joueuse de tennis britannique Charlotte Cooper est la première femme à obtenir une médaille d'or olympique[1].
- 1901 en sport (football) : Tottenham Hotspur (Southern League) remporte la Coupe d’Angleterre.
- 1902 en sport (football américain) : première édition du Rose Bowl universitaire.
- 1903 en sport (cyclisme) : première édition du Tour de France.
- 1904 en sport : Jeux olympiques à Saint Louis (États-Unis).
- 1905 en sport : sixième et dernière édition de la Coupe automobile Gordon Bennett.
- 1906 en sport : première édition du Grand Prix de France automobile.
- 1907 en sport (golf) : le Français Arnaud Massy remporte l'Open britannique.
- 1908 en sport : l’américain Jack Johnson est le premier boxeur noir couronné champion du monde.
- 1909 en sport : fondation de l'Imperial Cricket Conference par l'Angleterre, l'Australie et l'Afrique du Sud.

### Années 1910
- 1910 en sport (rugby à XV) : le XV de France est admis à participer au Tournoi des Cinq Nations.
- 1911 en sport : premières éditions des 500 miles d'Indianapolis et du Rallye automobile Monte-Carlo.
- 1912 en sport (athlétisme) : l'athlète américain Jim Thorpe roi des Jeux olympiques d'été de 1912.
- 1913 en sport, baseball : Les Brooklyn Dodgers inaugurent leur nouvelle enceinte, Ebbets Field.
- 1914 en sport (football) : Lille Olympique est champion de France (unifié).
- 1915 en sport : la poursuite du championnat de football pendant la guerre provoque un scandale outre-Manche et sa suspension.
- 1916 en sport (golf) : le golfeur américain Bobby Jones commence sa brillante carrière.
- 1917 en sport : lancement de la première édition de la Coupe de France de football.
- 1918 en sport (baseball) : les Boston Red Sox gagnent les Séries mondiales.
- 1919 en sport : le baseball américain ébranlé par le scandale des matches truqués impliquant des joueurs des Chicago White Sox.

### Années 1920
- 1920 en sport (tennis) : premier titre en simple à Paris pour Suzanne Lenglen.
- 1921 en sport : l'équipe de France de football s'impose 2 à 1 face à l'équipe d'Angleterre de football (Amateurs).
- 1922 en sport : première édition du Bol d'or motocycliste.
- 1923 en sport (course automobile) : première édition des 24 Heures du Mans.
- 1924 en sport : première édition des Jeux olympiques d'hiver à Chamonix.
- 1925 en sport (basket-ball) : l'American Basketball League met en place le premier championnat professionnel aux États-Unis.
- 1926 en sport : au tennis, finale 100 % française à l'US Open.
(natation) Gertrude Ederle est la première femme à traverser la Manche à la nage[1].
- 1927 en sport (golf) : première édition de la Ryder Cup.
- 1928 en sport : Sonja Henie championne olympique de patinage artistique.
- 1929 en sport : première édition du Grand Prix de Monaco.

### Années 1930
- 1930 en sport (football) : l'Uruguay organise et remporte la première Coupe du monde.
- 1931 en sport (football) : l'Anglais Stanley Matthews commence sa carrière professionnelle.
- 1932 en sport : en tennis, sixième victoire consécutive en Coupe Davis pour la France et ses Mousquetaires.
(athlétisme) Aux Jeux olympiques d'été, Babe Didrikson gagne des médailles en saut de haies, javelot et saut en hauteur[1].
- 1933 en sport (football) : l'Olympique Lillois devient le premier club professionnel champion de France.
- 1934 en sport (football) : l'Italie remporte à domicile sa première Coupe du monde.
- 1935 en sport (cyclisme) : l'Italien Alfredo Binda met un terme à sa brillante carrière.
- 1936 en sport (athlétisme) : Jesse Owens roi des Jeux olympiques d'été de 1936.
- 1937 en sport : le « bombardier noir » Joe Louis est champion du monde de boxe.
- 1938 en sport (football) : l'Italie remporte en France sa deuxième Coupe du monde.
- 1939 en sport (baseball) : première retransmission d'un match par la télévision américaine.

### Années 1940
- 1940 en sport : le gouvernement de Vichy interdit la pratique du Rugby à XIII en France.
- 1941 en sport (boxe anglaise) : l'Américain Tony Zale devient champion du monde unifié des poids moyens.
- 1942 en sport (hockey sur glace) : les Maple Leafs de Toronto remportent la Coupe Stanley après avoir perdu les trois premiers matches de la série de sept.
- 1943 en sport : le gouvernement de Vichy démantèle les clubs de football professionnels français.
- 1944 en sport : fondation en France de la Ligue de football professionnel.
- 1945 en sport (hockey) : Maurice Richard est le premier joueur de Ligue nationale de hockey à inscrire 50 buts lors d'une saison.
- 1946 en sport (basket-ball) : fondation de la ligue américaine de basket-ball : la NBA.
- 1947 en sport (baseball) : Jackie Robinson fait ses débuts en MLB, brisant le tabou racial en vigueur depuis 1887 dans le sport aux États-Unis.
- 1948 en sport (athlétisme) : la Néerlandaise Fanny Blankers-Koen remporte quatre médailles d'or lors des Jeux olympiques de Londres.
- 1949 en sport (football) : dans la tragédie de Superga, le Torino Football Club et l'équipe d'Italie de football sont décapitées.

### Années 1950
- 1950 en sport (football) : consternation au Brésil, pays organisateur ; c'est l'Uruguay qui remporte la Coupe du monde.
- 1951 en sport (rugby à XV) : la France s'impose pour la première fois en Angleterre face au XV de la Rose dans le Tournoi.
- 1952 en sport (athlétisme) : Emil Zátopek roi des Jeux olympiques d'été de 1952 à Helsinki.
- 1953 en sport (football) : victoire historique (3-6) de la Hongrie à Wembley.
- 1954 en sport (rugby à XV) : la France finit pour la première fois vainqueure ex aequo du Tournoi.
(football) : l'Allemagne de l'Ouest remporte la Coupe du monde en Suisse.
- 1955 en sport : près de cent morts lors du drame qui endeuille les 24 Heures du Mans.
- 1956 en sport : l'Autrichien Toni Sailer survole les Jeux olympiques d'hiver de 1956 dans les épreuves de ski alpin.
(tennis) Althea Gibson est la première joueuse de tennis afro-américaine à remporter un titre du Grand Chelem[1].
- 1957 en sport : Juan Manuel Fangio champion du monde de Formule 1 pour la cinquième fois.
- 1958 en sport (football) : le Brésil remporte sa première Coupe du monde lors du mondial suédois.
- 1959 en sport (cyclisme) : le Vel'd'Hiv de Paris ferme définitivement ses portes.

### Années 1960
- 1960 en sport (athlétisme) : courant pieds nus, l'Éthiopien Abebe Bikila remporte le marathon olympique des Jeux de Rome.
- 1961 en sport : le Néerlandais Anton Geesink est le premier non japonais à remporter un titre de champion du monde de judo.
- 1962 en sport (tennis) : Rod Laver signe un Grand Chelem en enlevant les quatre grands tournois internationaux.
- 1963 en sport : le Français Alain Calmat, champion d'Europe de patinage artistique.
- 1964 en sport (cyclisme) : Jacques Anquetil remporte son cinquième Tour de France.
(gymnastique) La gymnaste soviétique Larissa Latynina remporte 6 médailles aux Jeux olympiques de Tokyo, ce qui porte son total de médailles à 18[1].
(natation) L'Australienne Dawn Fraser est la première femme à obtenir des médailles d'or dans trois éditions des jeux olympiques successives[1].
- 1965 en sport : à 45 ans et après 284 combats, le boxeur Sugar Ray Robinson raccroche les gants.
(omnisport) : l'ensemble des sports de combat ainsi que le football, le football en salle, le football de plage, le water-polo, le polo, le rugby, l'haltérophilie et le baseball sont interdits aux femmes au Brésil[2]
- 1966 en sport (football) : l'Angleterre remporte à domicile sa seule Coupe du monde de football.
- 1967 en sport : première édition du Super Bowl.
(marathon) S'étant faite passer pour un coureur masculin, Kathrine Switzer est la première femme à terminer le Marathon de Boston, alors que les femmes y étaient interdites[1].
- 1968 en sport (ski alpin) : triplé d'or olympique pour Jean-Claude Killy aux Jeux olympiques d'hiver de 1968 à Grenoble.
(rugby à XV) : premier Grand Chelem du XV de France au Tournoi des Cinq Nations.
- 1969 en sport (cyclisme) : le Belge Eddy Merckx gagne son premier Tour de France lors de sa première participation à l'épreuve.

### Années 1970
- 1970 en sport (football) : le Brésil et Pelé remportent une troisième Coupe du monde de football au Mexique.
- 1971 en sport (cyclisme) : l'Espagnol Luis Ocaña perd le Tour de France sur une violente chute.
- 1972 en sport : attentat terroriste palestinien à l'occasion des Jeux olympiques d'été de 1972 à Munich.
- 1973 en sport (boxe) : George Foreman met 4 min 35 s pour mettre KO Joe Frazier et devenir champion du monde des poids lourds.
(tennis) La tenniswoman Billie Jean King gagne un match contre l'ancien champion de tennis Bobby Riggs[1].
- 1974 en sport (tennis): Björn Borg remporte le Tournoi de Roland-Garros à l'âge de dix-huit ans.
- 1975 en sport (cricket): première édition de la Coupe du monde.
- 1976 en sport (gymnastique) : Nadia Comăneci est la reine des Jeux olympiques d'été de 1976 à Montréal.
- 1977 en sport (rugby à XV) : deuxième Grand Chelem de rugby à XV de la France au Tournoi des Cinq Nations.
(boxe) : invaincu depuis 1964, le boxeur argentin Carlos Monzón (35 ans) met un terme à sa carrière.
(gymnastique) Nadia Comaneci est la première gymnaste à obtenir la note de 10 lors de Jeux olympiques[1].
- 1978 en sport (cyclisme) : Bernard Hinault remporte le premier de ses cinq Tours de France.
- 1979 en sport (rugby à XV) : le 14 juillet, la France s'impose en Nouvelle-Zélande face aux All Blacks.

### Années 1980
- 1980 en sport : les Jeux olympiques d'été à Moscou sont marqués par le boycott d'une cinquantaine de nations (dont les États-Unis).
- 1981 en sport : première édition des Jeux mondiaux.
- 1981 en sport : troisième Grand Chelem pour l'équipe de France de rugby à XV dans le Tournoi.
- 1982 en sport : à la surprise générale, l'Italie remporte en Espagne sa troisième Coupe du monde de football.
- 1983 en sport : première édition des championnats du monde d'athlétisme.
- 1984 en sport : l'équipe de France championne d'Europe et championne olympique de football.
- 1985 en sport : drame du Heysel : « le football assassiné ».
- 1986 en sport : l'Argentine remporte au Mexique sa deuxième Coupe du monde de football.
(heptathlon) L'athlète Jackie Joyner-Kersee devient la première compétitrice à dépasser les 7 000 points à l'heptathlon[1].
- 1987 en sport : quatrième Grand Chelem au rugby à XV de l'équipe de France au Tournoi. Première édition de la Coupe du monde de rugby à XV qui est remportée par la Nouvelle-Zélande face à la France en finale.
- 1988 en sport : le dopage éclabousse les Jeux olympiques d'été de 1988 à Séoul. (natation) Kristin Otto devient la première femme à gagner 6 médailles d'or lors de Jeux olympiques[1]. (tennis) Steffi Graf devient la première personne jouant du tennis à remporter le Grand Chelem doré avec cette même année quatre Grand Chelem sur quatre surfaces différentes et une médaille d'or olympique[1].
- 1989 en sport : Greg LeMond coiffe Laurent Fignon sur le fil au Tour de France.

### Années 1990
- 1990 en sport : l'Allemagne remporte la Coupe du monde de football organisée par l'Italie.
- 1991 en sport : les Chicago Bulls remportent leur premier titre NBA en battant en finale les Los Angeles Lakers.
- 1992 en sport : succès total des Jeux olympiques d'été de 1992 à Barcelone qui marque l'arrivée en nombre des « professionnels ».
- 1993 en sport : la France remporte le premier Trophée des Cinq Nations de rugby à XV. L'Olympique de Marseille devient le premier club français à gagner la Ligue des Champions en battant en finale l'AC Milan. La joueuse de tennis Monica Seles est poignardée en plein tournoi.
- 1994 en sport : Baseball américain ; grève des joueurs oblige, les Séries mondiales sont annulées pour la première fois.
Le Brésil remporte la Coupe du monde de football aux États Unis.
- 1995 en sport : la France des « Barjots », victorieuse du Championnat du monde de handball, est la première équipe française tous sports collectifs confondus à remporter un titre mondial.
- 1996 en sport : Éric Cantona plus que jamais « King » à Manchester United.
- 1997 en sport : la France remporte son cinquième Grand Chelem de rugby à XV dans le Tournoi.
Malgré une domination sur le ring, Mike Tyson mord l'oreille de son adversaire Evander Holyfield en plein combat.
- 1998 en sport : la France gagne un sixième Grand Chelem, son second consécutif dans le Tournoi.
L'équipe de France remporte la seizième Coupe du monde de football.

## XXIesiècle

### Années 2000
- 2000 en sport : l'équipe de France est championne d'Europe de football.
(400 mètres en athlétisme) Cathy Freeman devient la première personne aborigène d'Australie à remporter une médaille d'or olympique[1].
- 2001 en sport : la France remporte la Coupe Davis en s'imposant en finale en Australie.
(basket-ball) Lisa Leslie des Los Angeles Sparks est la première joueuse à marquer un dunk lors d'un match de la WNBA[1].
- 2002 en sport : le XV de France gagne le Tournoi des Six Nations en signant un Grand Chelem.
- 2003 en sport : les Suisses d'Alinghi remportent la Coupe de l'America / La Coupe du monde de rugby à XV est remportée par le XV de la rose c'est la première fois qu'une équipe de l'Hémisphère nord remporte le titre mondial en rugby à XV.
- 2004 en sport : (football) À la surprise générale, la Grèce est sacrée Championne d'Europe de football. (cyclisme sur route) Lance Armstrong remporte un 6e Tour de France, record du genre (titre depuis retiré pour cause de dopage).
(football) La footballeuse Mia Hamm remporte sa seconde médaille d'or olympique en tant que membre de l'équipe nationale américaine[1].
- 2005 en sport : le Liverpool FC est champion d'Europe après avoir été mené 3-0 par le Milan AC.
- 2006 en sport : la Squadra Azzurra est championne du monde de football pour la 4e fois. (golf) La golfeuse Annika Sörenstam remporte son dixième et dernier titre majeur en carrière[1].
- 2007 en sport : le Jamaïcain Asafa Powell porte le record du monde du 100 mètres à 9 s 74.
- 2008 en sport : l'athlète jamaïcain Usain Bolt et le nageur américain Michael Phelps rois des Jeux olympiques de Pékin.
- 2009 en sport : en natation, les combinaisons affolent les chronomètres.

### Années 2010
- 2010 en sport : la Coupe du monde de football a lieu sur le continent africain pour la première fois ; c'est l'Espagne qui est sacrée championne du monde. Lors des Championnats de France d'athlétisme, Christophe Lemaitre remporte le 100 m et devient à cette occasion le premier sprinteur blanc à courir en moins de dix secondes (9 s 98) sur cette distance.
- 2011 en sport : le Championnat du monde masculin de handball a lieu en Suède ; la France y conserve son titre.
(alpinisme) Gerlinde Kaltenbrunner atteint le sommet du K2, devenant ainsi la première femme à avoir vaincu sans oxygène en bouteille les quatorze sommets de plus de 8 000 mètres d'altitude du globe terrestre[1].
- 2012 en sport : les Jeux olympiques d'été de 2012 ont lieu à Londres au Royaume-Uni. Les États-Unis terminent premiers au tableau des médailles, suivis par la Chine et la Grande-Bretagne ; la France termine 7e.
(basket-ball) Pat Summitt quitte son poste d’entraîneur en chef de l'équipe féminine de basket-ball de l'université du Tennessee, après avoir remporté en tant qu’entraîneur plus que tout autre entraîneur de basket-ball universitaire en division 1 (femmes ou hommes) en NCAA[1].
(arts martiaux mixtes) Ronda Rousey est la première femme à obtenir un contrat avec le principal promoteur des arts martiaux mixtes (MMA), l'UFC[1].
- 2013 en sport : la 100e édition du tour de France se dispute entre Porto-Vecchio et Paris ; la course est remportée par le britannique Christopher Froome. (natation) Diana Nyad, alors âgée de 64 ans, est la première personne à aller de Cuba en Floride à la nage sans cage de protection anti-requins[1].
- 2014 en sport : les Jeux olympiques d'hiver de 2014 ont lieu à Sotchi en Russie. La Norvège termine première au tableau des médailles, suivie par le Canada et les États-Unis ; la France termine 10e.
(football) L'équipe d'Allemagne remporte la Coupe du monde de football disputée au Brésil.
(baseball) Mo'ne Davis devient la première lanceuse à remporter une victoire et à réussir un blanchissage lors des Little League World Series, un championnat de baseball[1].
- 2015 en sport : les Championnats du monde d'athlétisme qui ont lieu à Pékin en Chine sont marqués notamment par un nouveau triplé (100 m, 200 m, 4 × 100 m) du Jamaïcain Usain Bolt.
- 2016 en sport : le Championnat d'Europe de football (Euro 2016) est organisé en France et voit en finale le Portugal gagner 1 à 0 en prolongations face à la France.
- 2017 en sport : (tennis) Serena Williams remporte son 23e titre en simple en Grand Chelem en carrière[1].
- 2018 en sport : (ski de fond) Marit Bjørgen remporte 5 médailles aux Jeux olympiques de PyeongChang, devenant ainsi l'athlète la plus titrée de tous les temps lors de jeux olympiques d'hiver[1].

### Années 2020
- 2022 en sport : La Russie et la Biélorussie participe aux Jeux paralympiques d'hiver à Pékin malgré leur invasion de l'Ukraine. Cependant, ils sont classés comme "pays neutres"[3].